# St. Vitus (Gudersleben)

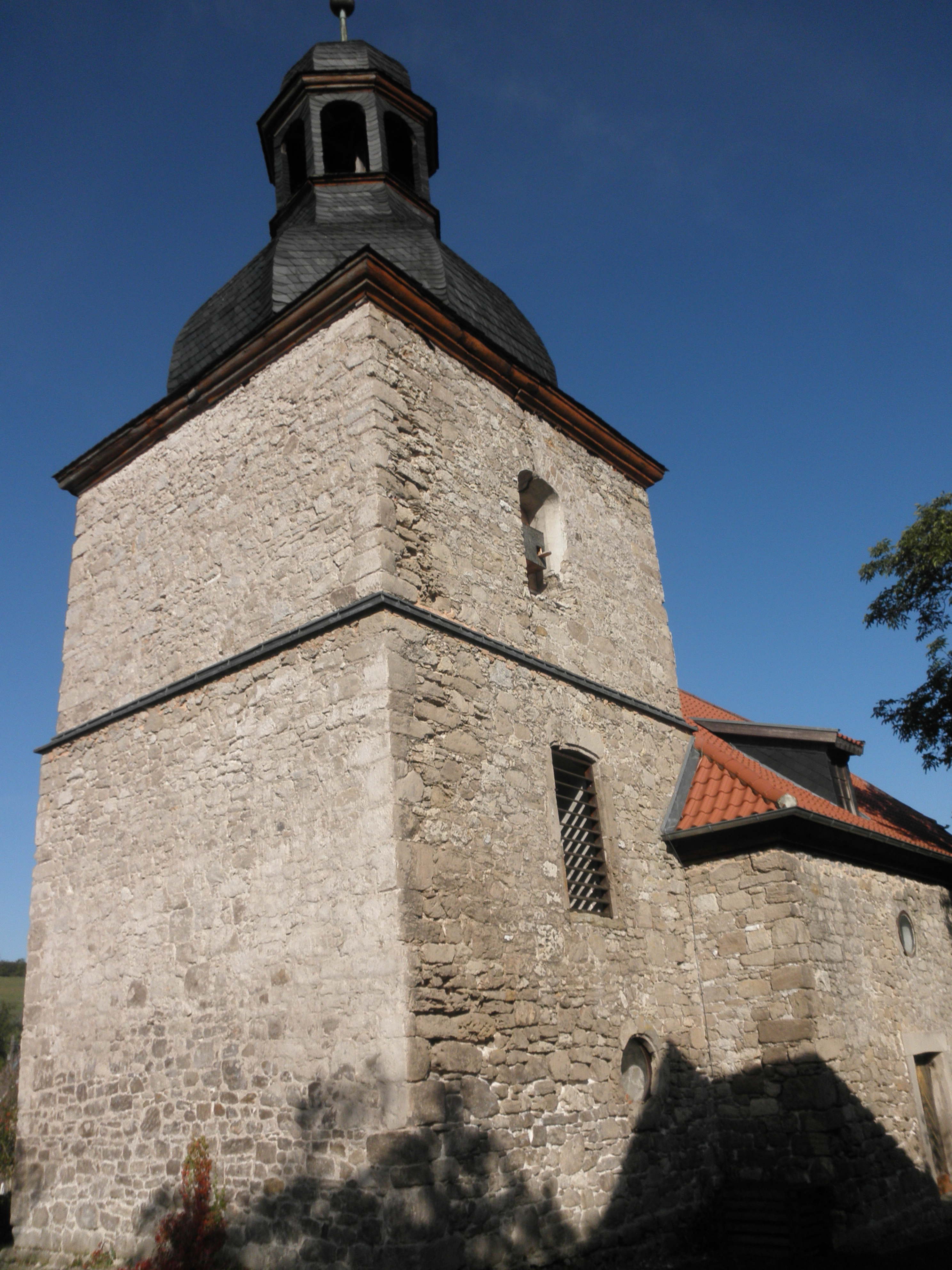
St. Vitus (Gudersleben)

Die evangelische Dorfkirche St. Vitus steht im Ortsteil Gudersleben der Stadt Ellrich im Landkreis Nordhausen in Thüringen.

## Geschichte
Die in der Ortsmitte befindliche Dorfkirche wurde in der Zeit von 1735 bis 1737 aus Bruchsteinen an der Stelle eines Vorgängerbaus errichtet und im Laufe der Zeit immer wieder umgebaut, saniert oder erweitert.
Die barocke Saalkirche hat im Osten ein Fachwerkgiebel im oberen Teil unter Krüppelwalmdach und einen quadratischen Westturm mit Welscher Haube. 1928 wurde eine Orgel eingebaut und 2001 die historische Turmuhr repariert.
2007 sanierte die Kirchgemeinde den Altar, das gut erhaltene Gestühl und das Deckengewölbe.

## Ausstattung
Schlichter Holz Kanzelaltar aus dem 18. Jahrhundert, mit ausladender filigraner Schnitzerei oben und an den Seiten, davor ein Altartisch aus Holz, unter dem Kanzelkorb ein Bild mit Darstellung aus dem Markusevangelium 16, 1–5 „Auferstehung Christi – das leere Grab“, der Maler ist unbekannt. Der Innenraum hat eine dreiseitige, einfache Empore mit einer Säulenbalustrade, auf Holzsäulen stehend. Im Westen ist eine Orgel auf einer Doppelempore, die Orgefassade wird gegliedert durch vier Pfeiler im Halbprofil aus Holz, oben der Schriftzug „Soli deo gloria“. Der pokalförmige Taufstein wurde 1758 aus Gipsstein, vermutlich aus den nahegelegenen Gipssteinbrüchen bei Ellrich, hergestellt.
Im Kirchturm hängen zwei Glocken aus Bronze, die größere Glocke wurde 1476 in Bayern gegossen und die kleinere erst 1560 eingebaut.